# Parchowski Bór
Parchowski Bór (dodatkowa nazwa w j. kaszub. Parchòwsczi Bór) – przysiółek wsi Parchowo w Polsce, położony w województwie pomorskim, w powiecie bytowskim, w gminie Parchowo, na zachodnim skraju Pojezierza Kaszubskiego. 
W latach 1975–1998 przysiółek administracyjnie należał do województwa słupskiego.
Przed 1920 Parchowski Bór nosił nazwę niemiecką Parchauer Boor.